# Pedro Bordaberry
Pedro Bordaberry (ur. 28 kwietnia 1960 w Montevideo) – urugwajski polityk, minister przemysłu w latach 2002-2003, minister turystyki w latach 2003-2005. Kandydat w wyborach prezydenckich w 2009.

## Życiorys
Pedro Bordaberry urodził się w Montevideo. Jest synem Josefiny Herrán i Juana Maríi Bordaberry, prezydenta Urugwaju w latach 1972-1976. Jest żonaty z Maríą José Oribe, ma troje dzieci.
W 1984 ukończył prawo na Uniwersytecie Republiki. Dwa lata później zdobył na tej uczeni doktorat z prawa i nauk społecznych.
W latach 1992–1994 pełnił funkcję Narodowego Dyrektora Własności Przemysłowej w Ministerstwie Przemysłu, Energii i Zasobów Naturalnych. W 1998 roku był prezesem Unión de Rugby del Uruguay. W 2000 objął funkcję wiceministra turystyki. Od 13 listopada 2002 do 12 września 2003 zajmował stanowisko ministra przemysłu, energii i zasobów naturalnych w gabinecie prezydenta Jorge Batlle. Od 12 września 2003 do 1 marca 2005 był ministrem turystyki.
W 2005 wziął udział w wyborach na stanowisko burmistrza Montevideo. Przegrał jednak z kandydatem Frente Amplio, Ricardo Ehrlichem, zdobywając 26,9% głosów poparcia.
W 2007 założył nową grupę wewnątrz Partii Colorado, nazwaną „Vámos Uruguay” (Naprzód Urugwaju). W 2008 zdecydował się ubiegać o nominację Partii Colorado w wyborach prezydenckich w 2009. 28 czerwca 2009 zwyciężył prawybory Partii Colorado, zdobywając ponad 72% głosów i został oficjalnie jej kandydatem. W lipcu 2009 jako swego kandydata do urzędu wiceprezydenta wskazał Hugo de Leóna, trenera i byłego  piłkarza.
W wyborach prezydenckich z 25 października 2009 zajął trzecie miejsce, uzyskując 16,9% głosów poparcia.